# Irene Seidner
Irene Julie Seidner (* 10. Dezember 1880 in Wien; † 17. November 1959 in Los Angeles, Vereinigte Staaten) war eine österreichisch-amerikanische Schauspielerin.

## Leben und Wirken
Seidner wurde als Irene Pollak in Wien geboren, im Dezember 1904 heiratete sie Richard Seidner (1869–1942). Ihr Bruder Robert Pollak wurde ein renommierter Geiger und Musikpädagoge. Sie erhielt ihre künstlerische Ausbildung unter Josef Danegger und Ernst Arndt am Neuen Wiener Konservatorium, wurde von dem Wiener Kabarettisten Fritz Grünbaum entdeckt und sofort an das von ihm geleitete Boulevard-Theater verpflichtet. Einen großen Erfolg soll sie dort mit dem Sketch „Im Coupé“ gefeiert haben. Weitere Wiener Spielstätten Seidners waren die Kammerspiele, die Komödie, das Neue Wiener Schauspielhaus, das Deutsche Volkstheater und das von Max Reinhardt geführte Theater in der Josefstadt. Auch in zwei frühen österreichischen Tonfilmen („Die große Liebe“, „Sonnenstrahl“) hatte Irene Seidner mitgewirkt.
Nach der Annexion Österreichs 1938 musste die Jüdin Wien fluchtartig verlassen und reiste via Großbritannien am 30. Oktober 1938 in die USA ein. Seit dem 28. Januar 1944 US-amerikanische Staatsbürgerin, fand Irene Seidner in Hollywood vor allem während des Zweiten Weltkriegs Arbeit mit winzigen Rollen in Anti-Nazi-Propagandafilmen. Zwischendurch kehrte Seidner auch an das Theater zurück und trat beispielsweise im Herbst 1945 in dem Stück ‘Suds in Your Eyes‘ am Belasco Theatre in Los Angeles und im Sommer 1949 als Mutter Lucasta in ‘Anna Lucasta‘ am in derselben Stadt gelegenen Coronet Theater auf. Seit 1952 fand die betagte Künstlerin auch Beschäftigung beim amerikanischen Fernsehen.
Das Ehepaar Seidner ist auf dem Hollywood Forever Cemetery begraben (Garden of Moses, 15th row from south, grave 54).

## Filmografie
- 1931: Die große Liebe
- 1933: Sonnenstrahl
- 1940: We Who Are Young
- 1941: Agenten der Nacht (All Through the Night)
- 1942: Joan of Paris
- 1942: Born to Sing
- 1943: The Purple V
- 1943: Gefährliche Flitterwochen (Above Suspicion)
- 1943: The Strange Death of Adolf Hitler
- 1944: Das siebte Kreuz (The Seventh Cross)
- 1944: Resisting Enemy Interrogation
- 1947: Big City
- 1948: Brief einer Unbekannten (Letter From an Unknown Woman)
- 1948: Die drei Musketiere (The Three Musketeers)
- 1948: Akt der Gewalt (Act of Violence)
- 1948: Der Spieler (The Great Sinner)
- 1949: Kesselschlacht (Battleground)
- 1950: The Daughter of Rosie O’Grady
- 1951: People Will Talk
- 1953: Vicki
- 1954: Symphonie des Herzens (Rhapsody)
- 1956: Miracle in the Rain
- 1957: Ums nackte Leben (The Garment Jungle)
- 1957: Der Held von Brooklyn (The Delicate Delinquent)
- 1958: Ein Mann in den besten Jahren (Ten North Frederick)
- 1958: Die schwarze Orchidee (The Black Orchid)
- 1959: The Lawless Years (Fernsehserie)